# Австралийский ремнезуб
Австрали́йский ремнезу́б, или ремнезуб Ло́нгмана (лат. Indopacetus pacificus) — вид китообразных семейства клюворылых. Встречается редко, за всё время до 2010 года было зафиксировано около 10 представителей вида, выбросившихся на берег и около 65 было встречено в море.

## История изучения
Впервые череп и челюсть австралийского ремнезуба были найдены на побережье Маккая в Австралии в 1882 году и описаны Лонгманом в 1926, однако другие зоологи сочли, что это — не новый вид, а ремнезуб Тру или самка бутылконоса. В 1955 году биолог Джозеф Мур, изучив кита, выбросившегося на берег в Сомали, показал, что это — отдельный вид, однако оставалось неясным, принадлежит ли он к роду ремнезубов или нет. В 1968 году в Кении был обнаружен череп австралийского ремнезуба, в 1976 и 1992 в Южной Африке — останки двух китят, а в 2000 году на Мальдивах — останки сразу 6 китов. Анализ ДНК показал, что они, вероятно, принадлежат к отдельному роду.

## Описание
Индопацеты похожи на ремнезубов и на бутылконосов. Длина китихи, найденной на Мальдивских островах — 6 метров, китихи, найденной в Японии — 6,5 м. Также сообщается, что длина некоторых особей может достигать 7—8 метров. Китята отличаются очень коротким клювом, маленьким, загнутым назад спинным плавником. В то время как у взрослых китов достаточно длинный клюв и высокий треугольный спинной плавник, что выделяет их среди других клюворылых. Также характерной чертой является необычная окраска китят — спина имеет чёрный цвет, остальная поверхность — серый и белый. Окраска взрослых самок проще — серое тело и коричневая голова.

## Распространение
Выбрасывания австралийских ремнезубов на берег зафиксированы на территориях, омываемых Индийским океаном — это Южная и Восточная Африка, Мальдивские острова, Шри-Ланка, Бирма, Австралия. Также они были замечены у Японии, в Аравийском море, у Гуадалупе, в Мексиканском заливе. Часто встречаются у Гавайских островов.
Первое подтверждённое наблюдение состоялось в 2009 году, в южной части Бенгальского залива. В 2010 году у Гавайских островов группы ремнезубов наблюдались дважды, численность первой группы оценивается в 70 китов.

## Поведение
Австралийские ремнезубы передвигаются в больших и плотных группах, численность которых может колебаться от 10 до 100, но чаще составляет 15—20 особей. Они совершают погружения, обычно продолжающиеся от 11 до 33 минут, но один раз было отмечено погружение, продолжавшееся 45 минут.